# Amphipsalta zelandica
Amphipsalta zelandica är en insektsart som först beskrevs av Jean Baptiste Boisduval 1835.  Amphipsalta zelandica ingår i släktet Amphipsalta och familjen cikador. Inga underarter finns listade i Catalogue of Life.